# Anthochortus
Anthochortus là một chi thực vật có hoa trong họ Restionaceae.